# 集体无意识
集體無意識（德語：kollektives Unbewußtes）是由瑞士心理學家卡爾·古斯塔夫·榮格所提出的整體性的心理架構概念。榮格認為人可以分層三個層次，由淺到深為：意識（自我）、個人無意識（情結）和集體無意識（原型），這和西格蒙德·佛洛伊德的心理架構有所不同。

## 個人無意識
個人無意識是心理架構的第二層，作用要比意識大。它包括一切被遺忘的記憶、知覺和被潛抑的過去，以夢境和幻覺的形式出現。榮格認為個人無意識的内容是情結。情結往往具有情绪色彩，是一縷又一縷的心理内容聚集在一起而形成的無意識叢林，如恋父情結、批評情結、權力情結等。
個人無意識是一个容器，蕴含和容纳着所有与意识的个体化机能不相一致的心灵活动和种种曾经一时是意识经验，不过由于各种各样的原因受到压抑或遭到忽视的内容，如令人痛苦的思想、悬而未决的问题、人际间冲突和道德焦虑等等。还有一些经验，它们与人们不甚相干或显得无足轻重，由于本身强度太弱，当人们经历它们时达不到意识层，或者不能留驻在意识之中，因而都被贮藏在個體的無意識裡。所有这些构成了個人無意識的内容，当需要时，这些内容通常会很容易地到达意识层面。

## 集體無意識
集體無意識是人格结构最底层的無意识。集體無意識和個人無意識的区别在于：它不是被遗忘的部分，而是我们一直都意识不到的东西。荣格曾用岛打了个比方，露出水面的那些小岛是人能感知到的意识；由于潮来潮去而显露出来的水面下的地面部分，就是个人无意识；而岛的最底层是作为基地的海床，就是我们的集體無意識。

## 原型
原型是集體無意識中形象的總匯。榮格亦將他們稱呼為顯性、無意識意象、虛構或原始印象，以及一些其他的名字。但原型似乎最被接受。所謂的原型，是藉由特定的方法去體驗事情的天生傾向。原型本身沒有自己的形式，但它表現就有如我們所見、所謂的「組織原理」。它遵循弗洛伊德理論中的直覺法則行事：首先，當一個嬰兒想要吃時，他不知道他想要的東西是什麼。他有著相當不明確的渴望，然而，某些特定的東西可以滿足他。之後，根據經驗，當一個小孩饑餓時，他渴望一些特定的東西——牛奶、餅乾、烤龍蝦、紐約式的披薩。原型，就像是宇宙中的黑洞：你只能藉由它吸引質子和光，知道它在那裡。

### 阿尼瑪與阿尼瑪斯
我们人格的一部分是我们必须扮演的男性或女性角色。对绝大多数的人来说，这个角色是由他们的自然性别所决定。但是榮格同意佛洛伊德、阿尔弗雷德·阿德勒、以及其他学者的观点，认为我们生而具有双重性别。当我们以胎儿身分开始我们的生命之时，我们没有性器官的差别，仅仅逐步的受到荷尔蒙的影响，而发展成男性和女性。同样地，当我们以婴儿开始我们的世间生命之时，在外人感觉既非男性亦非女性。几乎是立即的，即当那些粉红色和蓝色赠品发生时，我们才会受到社会所带来的影响，而它将逐步将我们塑造成男人和女人。在所有社会中，对於男人和女人的期望都不同。这些期望通常根据性别所扮演不同繁殖角色来决定，但常常包含许多传统细节。在我们今日社会里，仍然残存这些传统期望。女人仍然被期望更具禮儀而少好鬥；男人依旧被期许更强悍而忽视生活中的情感面。但榮格认为这些期许意味著我们只培养自己潜能的一半。
阿尼瑪（anima）是男性集体無意識中的女方；阿尼瑪斯（animus）是女性集体無意識中的男方。一齐来看，他们被视为相对。阿尼瑪可能象征年轻女孩，非常自动自发且依靠直觉，或像女巫，或像祖母。它很可能跟极深的情绪性和她自身生命的力量有关。阿尼瑪斯可能象征老智者，巫师，或者男性中的一人。它倾向于合理，通常具理性主义，甚至爱追根究底。阿尼瑪或阿尼瑪斯是透过你跟集体無意識沟通所得的原型，而跟它接触是重要的。它也是负责我们大部分挚爱生命的原型。如同古希腊神话所言，我们总是注视著我们另外那一半。那被神取走的那一半，就在那无数相反性别的人之中。当我们一见钟情时，我们会发现某人「充满」我们独特的阿尼瑪或阿尼瑪斯原型。

### 双性人
双性人，包含男性和女性，代表对立物的结合，是榮格理论中的一个重要论点。在某些宗教艺术里，耶稣表露出一个较为女孩气（表现出部分女性集体潜意识）的男人。同样的，在中国，观音被视为是位男性菩萨，但被描写为具有女性的气质、举止，以致于他通常被认为是位具有怜悯心的女神。对立物的互相补足，是趋向完美、实现“真我”（true self）的重要途径。

## 最小解釋與最大解釋
榮格對集體潛意識理論有大量不為人所理解的思想，對這些思想的最小解釋認為，「簡單地說，在特定物種的遺傳基礎上，無意識的某些結構和傾向性對我們所有人都是共同的......」。因此「我們可以輕易談論『共同的手臂』，此意指所有人類的手臂所共同擁有的骨骼和肌肉之基本模式」。然而，其他人指出「在榮格對集體無意識的各種描述中，其基礎似乎存在著一種模糊性。他有時似乎認為，對於經歷某些影像的傾向可透過一些基因模型來理解」，如共同的手臂。然而在最大解釋中，榮格「也不遺餘力地強調這些體驗的神聖性，他毫無疑問被這樣的想法所吸引，即原型提供了與某種神聖性或世界心靈交流的證據之想法」，也許「他作為思想家的受歡迎程度正是源於此」。 瑪麗-路易絲·弗蘭絲認同「從歷史、回歸的觀點來看，將集體無意識的假設與古老且無所不在的世界靈魂的思想相提並論是很順理成章且非常誘人的。」新紀元運動的作家雪莉·希利（Sherry Healy）更進一步，聲稱榮格本人「敢於提出人類的心智可以與被稱作集體無意識的想法和動機聯繫起來......這是一個永遠活著的無意識能量體。」這就是靈魂一元論的思想。